# The Armory
The Armory (La Armonía en Latinoamérica, La Armería en España) es el segundo episodio de la serie de drama y ciencia ficción de TNT, Falling Skies. El episodio fue escrito por Graham Yost y dirigida por Greg Beeman y salió al aire el 19 de junio de 2011 en E.U., como parte del estreno de dos horas de la serie, precedido por Live and Learn.
The Armory marca la primera aparición de John Pope, el personaje de Colin Cunningham y el personaje de Sarah Carter, Margaret. Pope es el líder de una banda posapocalíptica y Margaret es una mujer que solía ser parte de la banda. Ella ayudó a Tom y su equipo a escapar después de que Pope los toma como rehenes.

## Argumento
En la Armería, Tom y los demás miembros se reúnen para ver si hay aliens presentes. Hal lanza una pelota de tenis a la entrada, con la esperanza de que el perro va a ir a por ella. El perro se mueve hacia delante, ladrando y aparece un "Mech". Antes de que pueda matar al perro, Jimmy lo detiene, poniendo en peligro su posición. Todos ellos se mueven antes de que el Mech ataque.
A la mañana siguiente, Tom informa a Weaver acerca del incidente con el Mech y él le dice a Tom que tienen que volver por la noche, pues necesitan las armas que puedan encontrarse ahí. Después de eso, Anne confronta Weaver pues cree que es injusto que los civiles duerman en tiendas de acampar mientras que los soldados duermen en las casas, a lo que Weaver responde que es necesario que los soldados tengan un buen descanso para seguir luchando. Anne también discute el tema con Tom, ya que él es la voz de los civiles en el campamento, entonces que ven a Scott enseñar a los niños biología. Más tarde, el tío de Scott habla con Tom sobre los invasores, le señala que los robots creados por los humanos se hicieron parecidos a ellos, con dos piernas; sin embargo, los Mechs también tienen dos piernas, a pesar de que los  Skitters tienen seis. Tom arma la teoría de que los Skitters pudieron haber estudiado la Tierra antes de la invasión, y desplegaron máquinas bípedas como una forma de intimidación psicológica. Después de hablar con Lourdes sobre Hal, Karen habla con Hal acerca de las intenciones de la chica con él. Hal no parece preocuparse por Lourdes y besa a Karen. Tom interrumpe, diciéndole a Hal que deben volver a la Armería más tarde.
Por la noche, el grupo se prepara. Jimmy es avisado que Click irá en su lugar, lo que lo desilusiona. En la armería, Click recibe dos disparos de flechas y muere, pero mientras cae, alcanza a dispararle a alguien en la pierna. Se pone de manifiesto que no son Skitters, sino un grupo de forajidos que toman como rehenes al grupo. Estos son liderados por un hombre llamado John Pope, quien lleva al grupo a un auditorio donde son atados e interrogados. Tom responde todas las preguntas, pero Pope amaga a Tom con un arma y para salvarlo, Hal le dice que puede ayudarlos a conseguir armamento. Hal es vendado de los ojos y guiado fuera del auditorio por Margaret, una mujer dentro de la banda de Pope, quien le dice que tiene una hora para regresar con el armamento de la 2nd Mass. 
Hal llega al campamento e informa a Weaver de la situación en la armería, pero éste se niega a negociar con Pope y le pide a Mike que lleve a Hal arriba como prisionero hasta que sea el momento de marcharse. Mike, sin embargo, permite que Hal se vaya y en el camino, se encuentra con Anne, que ofrece su ayuda. Ambos vuelven para encontrarse con Margaret, quien los escolta de regreso con Pope. Anne se ofrece a atender la herida de Billy, el hermano de Pope. Ella cura la herida y Pope lo deja a él, Cueball y Margaret a cargo de los prisioneros, mientras que él y el resto de su grupo tratan de robar a la 2nd Mass.
Pope y su grupo llegan a la 2nd Mass y lanzan una señal luminosa para alertar a las naves extraterrestres, dando un ultimátum a Weaver. Weaver, acepta a regañadientes y entrega alimentos y municiones. De vuelta en la base de Pope, Billy, Cueball y Margaret mantenien a Tom y los otros cautivos, es entonces que Billy le ordena a Karen que se levante y le muestre su cuerpo, lo que agravia a Margaret, quien mata a Billy y Cueball. A continuación, le permite a los rehenes irse, confesando que permanecía con ellos a la fuerza y que en múltiples ocasiones, ellos la violaron.
Mientras que Pope y su grupo cargan su motín, Tom y el resto del grupo abre fuego contra ellos, matando a unos cuantos. Tom le da un ultimátum a Pope: "unirse o morir". Pope se niega a unirse y espera por el ataque de los aliens; mientras que una de sus naves sobrevuela por el lugar, que también abre fuego contra él, pero éste se pone a salvo, perdiendo al resto del grupo que lo acompañaba. Pope intenta escapar pero Weaver le pone un arma en la cabeza, tomándolo como rehén.
Al día siguiente, Weaver habla con Tom sobre los hechos ocurridos la noche anterior. A continuación le entrega a Pope bajo su custodia. Tom se encuentra con Matt para un juego rápido de lacrosse. Después, Tom, Hal, Karen, Dai y Anthony se van a buscar a Ben al hospital local, Margaret se ofrece a ir con ellos.

## Elenco
| - Noah Wyle como Tom Mason. - Moon Bloodgood como Anne Glass. - Drew Roy como Hal Mason. - Jessy Schram como Karen Nadler. - Maxim Knight como Matt Mason. - Seychelle Gabriel como Lourdes Delgado. - Peter Shinkoda como Dai. - Colin Cunningham como John Pope. - Sarah Carter como Margaret. - Mpho Koahu como Anthony. - Will Patton como Capitán Weaver. | - Brent Jones como Click. - Dylan Authors como Jimmy Boland. - Daniel Petronijevic como Billy Pope. - Bruce Gray como Scott Gordon. - Martin Roach como Mike Thompson. - Dale Dye como Coronel Porter. |

## Recepción del público
En Estados Unidos, el estreno de dos horas de Falling Skies fue visto por una audiencia estimada de 5,9 millones de hogares, de acuerdo con Nielsen Media Research, por lo que es el lanzamiento de una serie de televisión por cable #1 del año. También se obtuvieron más de 2.6 millones de Adultos entre 18-49 años y 3.2 millones de adultos entre 25-54 años.